# Municipio de San Miguel Chimalapa
El municipio de San Miguel Chimalapa (del náhuatl: chima, atl, pa ‘escudo, agua, en’‘Agua de los escudos’)es uno de los 570 municipios que conforman al estado mexicano de Oaxaca. Pertenece al distrito de Juchitán, dentro de la región Istmo. Su cabecera es la localidad homónima.

## Geografía
El municipio abarca 1343.85 km² y se encuentra a una altitud promedio de 120 m s. n. m., oscilando entre 2100 y 0 m s. n. m.
Colinda al norte con el municipio de Santa María Chimalapa; al sur con el municipio de Santo Domingo Zanatepec, el municipio de Santiago Niltepec, el municipio de Santo Domingo Ingenio y el municipio de Heroica Ciudad de Juchitán de Zaragoza; y al oeste con el municipio de Asunción Ixtaltepec. Al este limita con el estado de Chiapas.

### Fisiografía
La mayor parte de San Miguel Chilapa se encuentra en la provincia de la cordillera centroamericana, de la cual el 99% es parte de la subprovincia de las sierras del sur de Chiapas y el 1% restante es de la subprovincia de la llanura del Istmo. En esta zona el sistema de topoformas predominante es la sierra alta de cumbres tendidas con un 99%, igualmente existe la llanura costera de piso rocoso o cimentado, que representa el 1% restante. También está presente en la demarcación la subprovincia de la llanura costera veracruzana, parte de la provincia de la llanura costera del Golfo Sur, pero que compone menos del 0.5% de su territorio. El tipo de relieve que predomina es el de montaña.

### Hidrografía
El 57% del municipio pertenece a la cuenca del Lago superior e inferior, dentro de la región hidrológica de Tehuantepec; el 36% corresponde a la cuenca del río Grijalva-Tuxtla Gutiérrez, dentro de la región hidrológica del Grijalva-Usumacinta; el 6% de su superficie lo abarca la cuenca del río Coatzacoalcos, dentro de la región hidrológica de Coatzacoalcos y el 1% restante le pertenece a la cuenca del Mar Muerto, parte de la cuenca de la costa de Chiapas. Los cursos de agua más importantes son los ríos Esperote, El santo, Chiquito y Aguas Calientes.

## Clima
El clima del municipio es cálido subhúmedo con lluvias en verano en el 60% del territorio y semicálido subhúmedo con lluvias en verano en el 40% restante. Igualmente está presente el clima templado subhúmedo con lluvias en verano, pero representa menos del 0.5% de su superficie. El rango de temperatura promedio es de 24 a 26 grados celcius, el mínimo promedio es de 14 a 16 grados y el máximo es de 34 a 36 grados. El Rango de precipitación media anual es de 1800 a 2000 mm y los meses de lluvias son de octubre a mayo.

## Demografía
De acuerdo al último censo, realizado por el INEGI en 2020, en el municipio habitan 6 711 personas, repartidas entre 31 localidades. Del total de habitantes de San Miguel Chimalapa, 1843 hablan alguna lengua indígena.

### Grado de marginación
De acuerdo a los estudios realizados por la Secretaría de Desarrollo Social en 2020, el 39% de la población del municipio vive en condiciones de pobreza extrema. El grado de marginación de San Miguel Chimalapa es clasificado como Muy alto.

### Localidades
El municipio incluye en su territorio un total de 26 localidades. Las principales, considerando su población del censo de 2020 son:
| Localidad                 | Población |
| Total Municipio           | 6 711     |
| San Miguel Chimalapa      | 1 341     |
| Las Conchas               | 1 013     |
| El Porvenir               | 668       |
| Los Limones               | 461       |
| San Antonio               | 370       |
| Cuauhtémoc Guadalupe      | 352       |
| Vista Hermosa             | 340       |
| Benito Juárez (El Trébol) | 335       |
| Gustavo Díaz Ordáz        | 227       |
| Rodulfo Figueroa          | 161       |
| Ramón Escobar Balboa      | 113       |

## Política

### Gobierno
El municipio se rige mediante el sistema de usos y costumbres, eligiendo gobernantes cada tres años de acuerdo a un sistema establecido por las tradiciones de sus antepasados. El ayuntamiento se compone de seis regidores, un síndico y un presidente municipal, puesto que ostenta Francisco Sánchez Gutiérrez, para el periodo 2020-2022.

### Regionalización
San Miguel Chimalapa pertenece al VII Distrito Electoral Federal de Oaxaca y al XI Distrito Electoral Local, con sede en Matías Romero.